# Côte de Saint-Roch

La côte de Saint-Roch est une côte de 1 100 m d'une moyenne de 11,5 % qui gravit la rue Saint-Roch dans la commune de Houffalize située dans la Province de Luxembourg en Belgique. Elle est présente sur le parcours de la course cycliste Liège-Bastogne-Liège et est considérée comme une des premières difficultés du parcours. 

## Caractéristiques
- Départ : 330 m
- Altitude : 457 m
- Dénivellation : 127 m
- Longueur : 1,10 km
- Pente moyenne : 11,55 %
- Pente maximale : 18 %